# Lepeophtheirus curtus
Lepeophtheirus curtus är en kräftdjursart som först beskrevs av C. B. Wilson 1913.  Lepeophtheirus curtus ingår i släktet Lepeophtheirus och familjen Caligidae. Inga underarter finns listade i Catalogue of Life.